# Macrothamnium
Macrothamnium là một chi rêu trong họ Hylocomiaceae.